# Oops!... I Did It Again (음반)
《Oops!... I Did It Again》은 브리트니 스피어스의 두 번째 정규 앨범이다. 미국에서는 2000년 5월 16일 발매되었다. 이 앨범은 첫 주 판매량이 130만 장으로, 여가수 중 첫 주 최다 판매 기록을 가지고 있다. 미국에서만 1000만 장이 팔려 빌보드가 선정한 2000-2009년도 최고 앨범 6위에 랭크되어있다. 또한 《...Baby One More Time》에 이어 두 번째 다이아몬드 인증을 받은 앨범이다.

## 곡 목록
1. Oops!... I Did It Again
2. Stronger
3. Don't Go Knockin' on My Door
4. (I Can't Get No) Satisfaction
5. Don't Let Me Be the Last to Know
6. What U See (Is What U Get)
7. Lucky
8. One Kiss from You
9. Where Are You Now
10. Can't Make You Love Me
11. When Your Eyes Say It
12. Dear Diary

## 같이 보기
- 틴 팝
- 브리트니 스피어스의 음반 목록
- 가장 많이 팔린 음반 목록
- 미국에서 가장 많이 팔린 음반 목록